# Cyclura
Cyclura é um género de répteis escamados pertecentes à família Iguanidae que vivem nas ilhas das Caraíbas.

## Espécies
Estão descritas 11 espécies:
- Cyclura carinata (Turks e Caicos)
- Cyclura collei (Jamaica)
- Cyclura cornuta
- Cyclura cychlura
- Cyclura lewisi (Grande Caimão)
- Cyclura nubila (Cuba)
- Cyclura onchiopsis †
- Cyclura pinguis
- Cyclura ricordi
- Cyclura rileyi
- Cyclura cornuta

1. ↑  Magidow, Riley. «Cyclura». Animal Diversity Web (em inglês). Consultado em 18 de novembro de 2020
2. ↑  Group (ITWG), Iguana Taxonomy Working; Buckley, Larry J.; de Queiroz, Kevin; Grant, Tandora D.; Hollingsworth, Bradford D.; Iverson, John B.; Pasachnik, Stesha A.; Stephen, Catherine L. (2016). «A checklist of the iguanas of the world (Iguanidae; Iguaninae)» (em inglês). Consultado em 18 de novembro de 2020